# Сахаджананда Свами

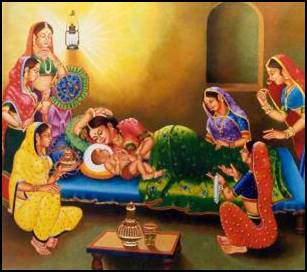
Сваминараяна и Бхактимата

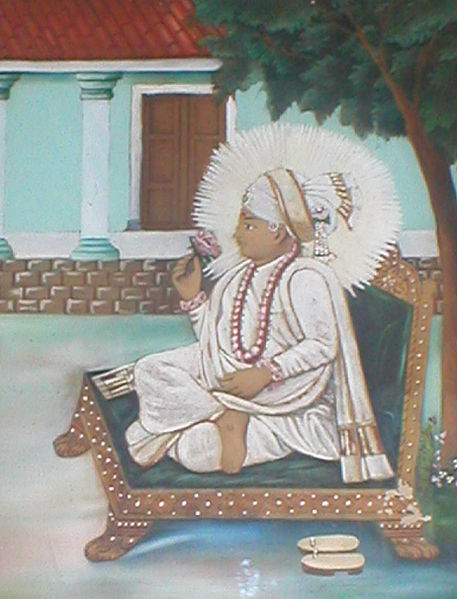
Бхагаван Сваминараяна

Сахаджана́нда Сва́ми (2 апреля 1781—1830), также известен как Бхагава́н Сваминара́яна (IAST: Bhagavān Svāmīnārāyaṇa) — основоположник религиозного течения в индуизме, известного как Движение Сваминараян. Приверженцы движения поклоняются ему как аватаре Нараяны.
Сахаджананда Свами родился в Чхапаия, Уттар-Прадеш, Северная Индия. Большую часть своей жизни он провёл в западно-индийском штате Гуджарат, где занимался проповедью своего учения до самой своей смерти в 1830 году. Сахаджананда Свами также известен под другими именами, такими как Гханашьям Панде, Гханашьям Махарадж, Шриджи Махарадж и Шри Хари.